# Quảng trường Wilson
Plac Wilsona ("Quảng trường Wilson") là quảng trường chính của quận Żoliborz nằm ở phía bắc Warsaw. Đây cũng là một trong những trung tâm giao thông chính của thủ đô Ba Lan, với một số điểm dừng xe buýt và xe điện (mở cửa cho công chúng vào ngày 1 tháng 6 năm 1934).
Quảng trường Wilson được thành lập vào cuối những năm 1920, là trung tâm chính của quận mới thành lập và là một trong những quảng trường hình ngôi sao mọc lên khắp Warsaw. Được đặt tên theo Tổng thống Hoa Kỳ Woodrow Wilson, sau Thế chiến II (1951), nó được đổi tên thành Plac Komuny Paryskiej (Quảng trường xã Paris). Năm 1991 tên ban đầu của nó được khôi phục. 

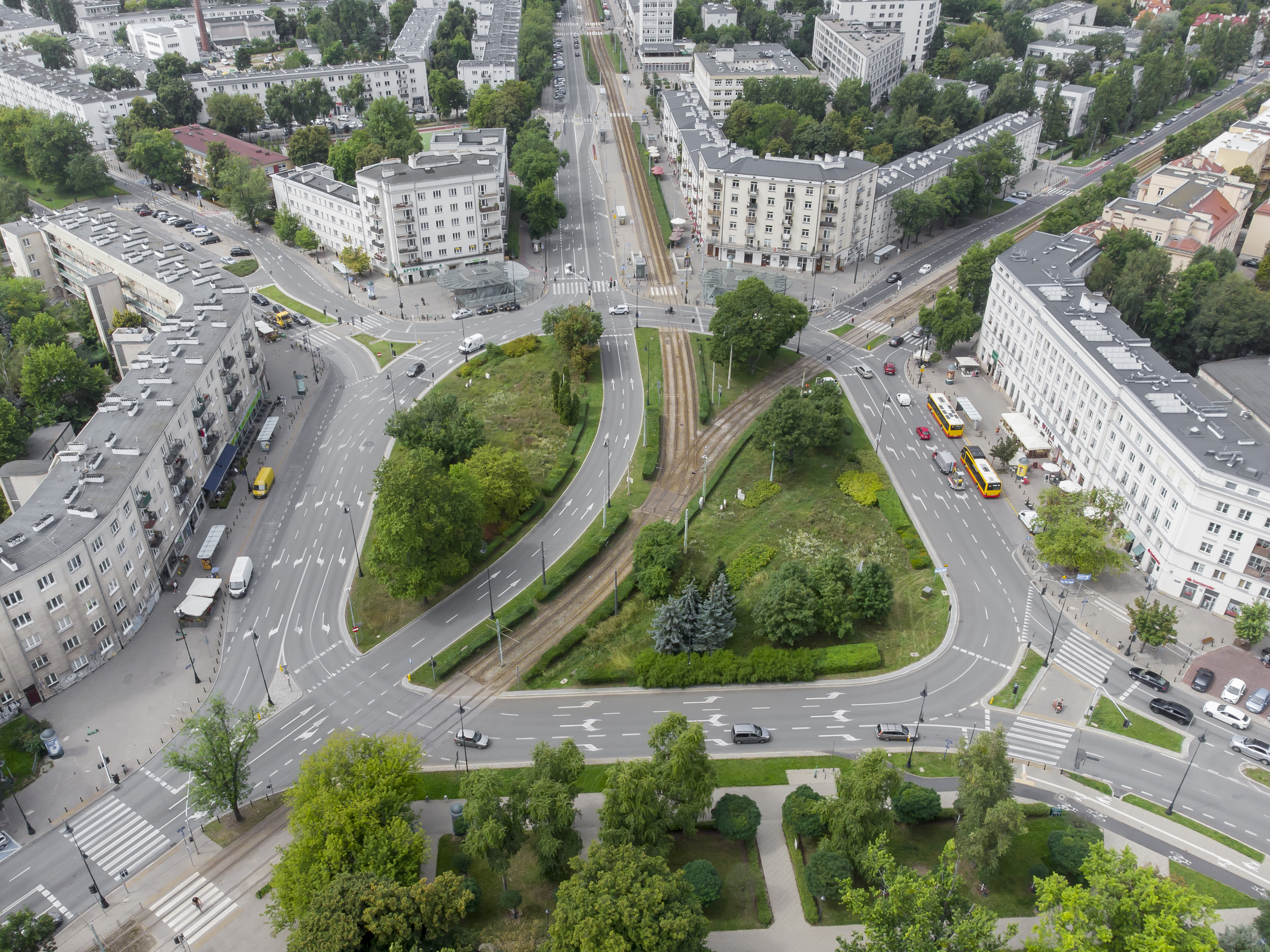
Wilson Square.

Bên dưới quảng trường là ga dành cho tuyến tàu điện ngầm Warsaw (ga tàu điện ngầm Wilson Square).